# Reichsbahndirektion Erfurt

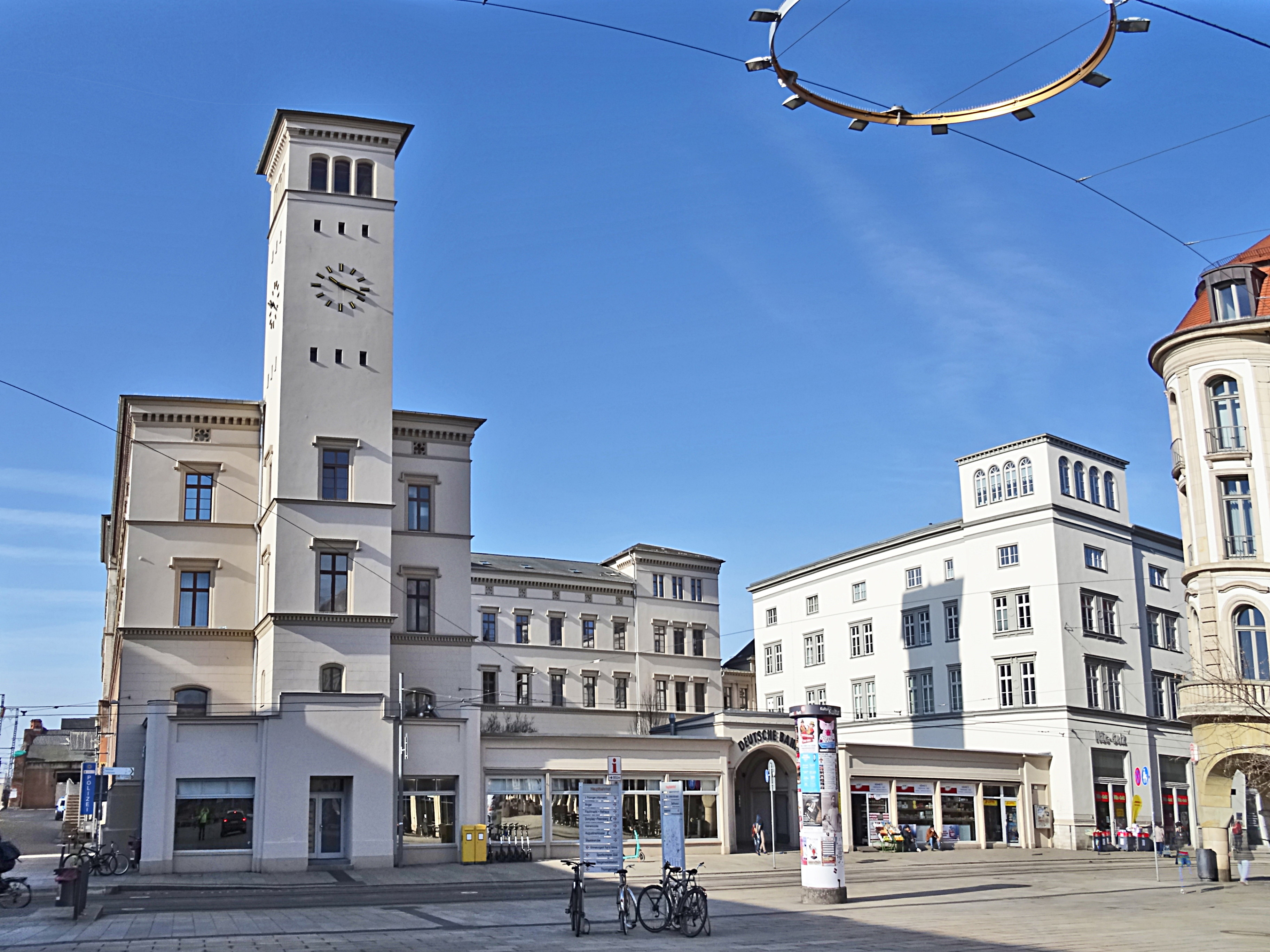
Ehemaliges Reichsbahndirektionsgebäude in Erfurt

Die Reichsbahndirektion Erfurt war ein Verwaltungsbezirk der Deutschen Reichsbahn.

## Direktionsgebiet
Das Gebiet dieser Reichsbahndirektion umfasste große Teile Thüringens. Nicht dazu gehörte der Bereich um Altenburg und Greiz. Bis 1945 waren östliche Direktionsgrenze die noch zu Erfurt gehörende Strecke Marxgrün–Triptis–Gera–Zeitz–Weißenfels. Im Norden wurde das Gebiet durch die nicht zu Erfurt gehörende Strecke Halle–Sangerhausen–Nordhausen–Leinefelde begrenzt. Im Süden war die Direktion auch für die Strecken im Bereich des bayerischen Coburg bis zum Einfahrtssignal von Lichtenfels zuständig. Zur Rbd Erfurt gehörten etwa 110 Bahnstrecken. Einige Gebiete um Gera wurden 1955 an die Rbd Dresden abgegeben und kamen 1976 wieder zur Rbd Erfurt.
Bedeutende Strecken innerhalb der Direktion waren:
- die Stammstrecke (Bebra) – Gerstungen – Erfurt – Weißenfels – (Halle/Leipzig)
- die Strecke Großheringen – Saalfeld – Probstzella – (Ludwigsstadt)
- die Strecke Sangerhausen – Erfurt – Grimmenthal – (Mellrichstadt)
- die Strecke Eisenach – Meiningen – Coburg – Lichtenfels
- die Strecke Weimar – Gera

## Geschichte
Mit dem Bau der Thüringer Bahn wurde Erfurt im Jahr 1846 Direktionssitz der Thüringischen Eisenbahn-Gesellschaft. Sie wurde 1879 zu einer der 11 Eisenbahndirektionen der damals im Rahmen der Verstaatlichungswelle neu organisierten Preußische Staatseisenbahnen. Die Übernahme der Thüringer Bahn durch die Preußischen Staatseisenbahnen wurde zum 1. Mai 1882 abgeschlossen. 1897 reichte dann die Ost-West-Ausdehnung der Direktion vom niederschlesischen Sagan bis fast nach Kassel im Westen. 1920 entstand mit der  Übernahme der Preußischen Staatseisenbahnen in die Deutsche Reichsbahn die „Reichsbahndirektion Erfurt“, die am 31. Dezember 1993 im Rahmen der Bildung der Deutschen Bahn AG aufgelöst wurde.